# Estádio Ciro Machado do Espírito Santo
O Ciro Machado do Espírito Santo, mais conhecido como Defelê é um estádio de futebol brasileiro, situado em Brasília, no Distrito Federal. 
Inaugurado em 1960, o estádio era casa do extinto Defelê. O Estádio Defelê pertence ao Clube Social Unidade Vizinhança e é o local onde o Real Brasília mandará seus jogos a partir do dia 29 de fevereiro de 2020. O nome do estádio é homenagem ao vice-presidente do Defelê. 

## História
Em 1960, o Defelê inaugurou seu estádio com a expectativa de se profissionalizar e ter um estádio era ponto importante para alcançar tal finalidade. O primeiro jogo foi contra o Grêmio Brasiliense, terminando 5-0 para o time mandante.
O gramado foi instalado apenas em 1963. Em 1964, foi promovido um triangular entre os rivais Defelê e Rabello, além do Cruzeiro de Tostão, este último time sagrou-se campeão.
A extinção dos clubes da Vila Planalto levou o estádio ao ostracismo e passou a ser utilizado apenas em campeonatos amadores. Até que no final de 2018, por iniciativa do presidente do Real Brasília, Belmonte, o estádio começou a ser reformado. A intenção do presidente era usar o estádio para o Campeonato Brasiliense de Futebol de 2019, porém as obras se prolongaram e adentraram o ano de 2020.

### Reinauguração
O estádio ficou pronto no início de fevereiro de 2020, porém necessitava dos laudos das autoridades competentes para receber os jogos. Os laudos foram obtidos e o primeiro jogo oficial será entre Real Brasília e Brasiliense válido pela 7ª rodada Candangão 2020. Antes da inauguração ocorreram treinos do Real Brasília e do Athletico Paranaense, esse em preparação para enfrentar o Flamengo pela Supercopa do Brasil de 2020 que ocorreu em Brasília no Estádio Mané Garrincha. No dia 1º de março de 2020, o Real Brasília foi derrotado pelo Brasiliense por 1x0, Zé Love marcou o gol da vitória do time amarelo e, consequentemente, o primeiro gol após a reforma do estádio.  